# Alexander McDonald
Alexander McDonald (Lock Haven, 1832. április 10. – Norwood, 1903. december 13.) az Amerikai Egyesült Államok szenátora (Arkansas, 1868–1871).